# Révolte de l'Est
La Révolte de l’Est (en portugais Revolta do Leste, RDL) est une organisation nationaliste angolaise qui combattit pour l’indépendance du pays du Portugal sous la houlette de Daniel Chipenda (en) et principalement soutenue par les Ovimbundu. 
En mai 1966, Chipenda, alors membre du Mouvement populaire de libération de l’Angola, fonda le Front de l’Est, étendant considérablement l’influence du MPLA en Angola. Lorsque le Front de l’Est périclita, Chipenda et le leader du MPLA Agostinho Neto s’en rejetèrent mutuellement la faute. En 1972, l’URSS s’allia au groupe de Chipenda, tout comme la Zambie et l’Afrique du Sud. Opposé à la direction métisse du MPLA et lassé de l’Union soviétique malgré son soutien, Chipenda quitta le MPLA en 1973 avec 1 500 partisans, fondant la Révolte de l’Est. Il rejoint le Front national de libération de l'Angola en septembre 1974 mais son mouvement continua d’exister et ses forces compatirent le MPLA en février 1975.